# 格勒冈鱼属
格勒冈鱼属（学名：Gooloogongia）是一属史前肉鳍鱼类，属于根齿鱼目。格勒冈鱼属生活在晚泥盆世时期（法门期，约3.6亿年前）。它的化石在澳大利亚卡南德拉遗迹中被发现。1998年，Zerina Johanson博士和Per Ahlberg博士为其命名。通常认为，格勒冈鱼属的大小和体形与生活在澳大利亚北部热带河流中的现代亚洲龙鱼相似。

## 命名
鲁氏格勒冈鱼（Gooloongia loomesi，意为“Loomes' Goolookong”）的学名来源于1993年卡南德拉遗址挖掘工程的工头Bruce Loomes和新南威尔士州格勒冈镇。

## 描述
格勒冈鱼属的体型很大（约90厘米）。和其他肉鳍鱼一样，格勒冈鱼属的下颚有两排牙齿，外排是小牙齿，内排是大牙齿。格勒冈鱼属的尖牙很锋利，像针一样，但它们的硬度可能不够大，无法咬穿小型盾皮鱼类的骨甲板。